# トリウッドスタジオプロジェクト
トリウッドスタジオプロジェクトは、短編映画館下北沢トリウッドと専門学校東京ビジュアルアーツが共同で立ち上げた、学生をメインスタッフとして商業映画を製作、公開するプロジェクト。2006年から企画が開始された。
毎年、製作された作品はトリウッドにてロードショー公開され、のちにDVDソフト化、販売とレンタルがなされる。

## 作品
- 『ミックスマシン』（2006年、監督：斉藤可奈子）
- 『アリーナロマンス』（2007年、監督：板垣英文）
- 『梅田優子の告白』（2008年、監督：深井朝子）
- 『14才のハラワタ』（2009年、監督：佐山もえみ）
- 『バカがウラヤマシイ』（2010年、監督：鋤崎智哉）
- 『金星』（2011年、監督：早川嗣）
- 『ふとめの国のありす』（2012年、監督：松国美佳）
- 『ウチのはらのうち』（2013年、監督：岩下智香子）
- 『はたちのクズ』（2014年、監督：鈴木夏櫻）
- 『色あせてカラフル』（2015年、監督：横山久美子）
- 『ぐちゃぐちゃ』（2017年、監督：山岸綾）